# Michele Cavataio
Michele Cavataio (né en 1929 à Palerme et mort le 10 décembre 1969 dans la même ville) est un parrain de la mafia sicilienne de Palerme de 1958 à 1969. 

## Biographie
Michele Cavataio était le parrain du canton d'Acquasenta à Palerme et était un membre de la « Cupola » (commission de la mafia). Il avait sous ses ordres notamment Salvatore Contorno et les frères Angelo et Salvatore La Barbera. Il était surnommé « Le Cobra » à cause de son arme à feu favorite : le Colt Cobra à six coups. 
Il meurt assassiné le 10 décembre 1969 pendant le massacre de Viale Lazio pour s'être opposé à la puissante famille des Greco pour le contrôle de Palerme tout entier.